# Солакараул
Солакараул (узб. Sola Qorovul /Сола Қоровул) — посёлок городского типа, расположенный на территории Алатского района Бухарской области Республики Узбекистан.

Статус посёлка городского типа с 2009 года.